# Anselmo Guazzi

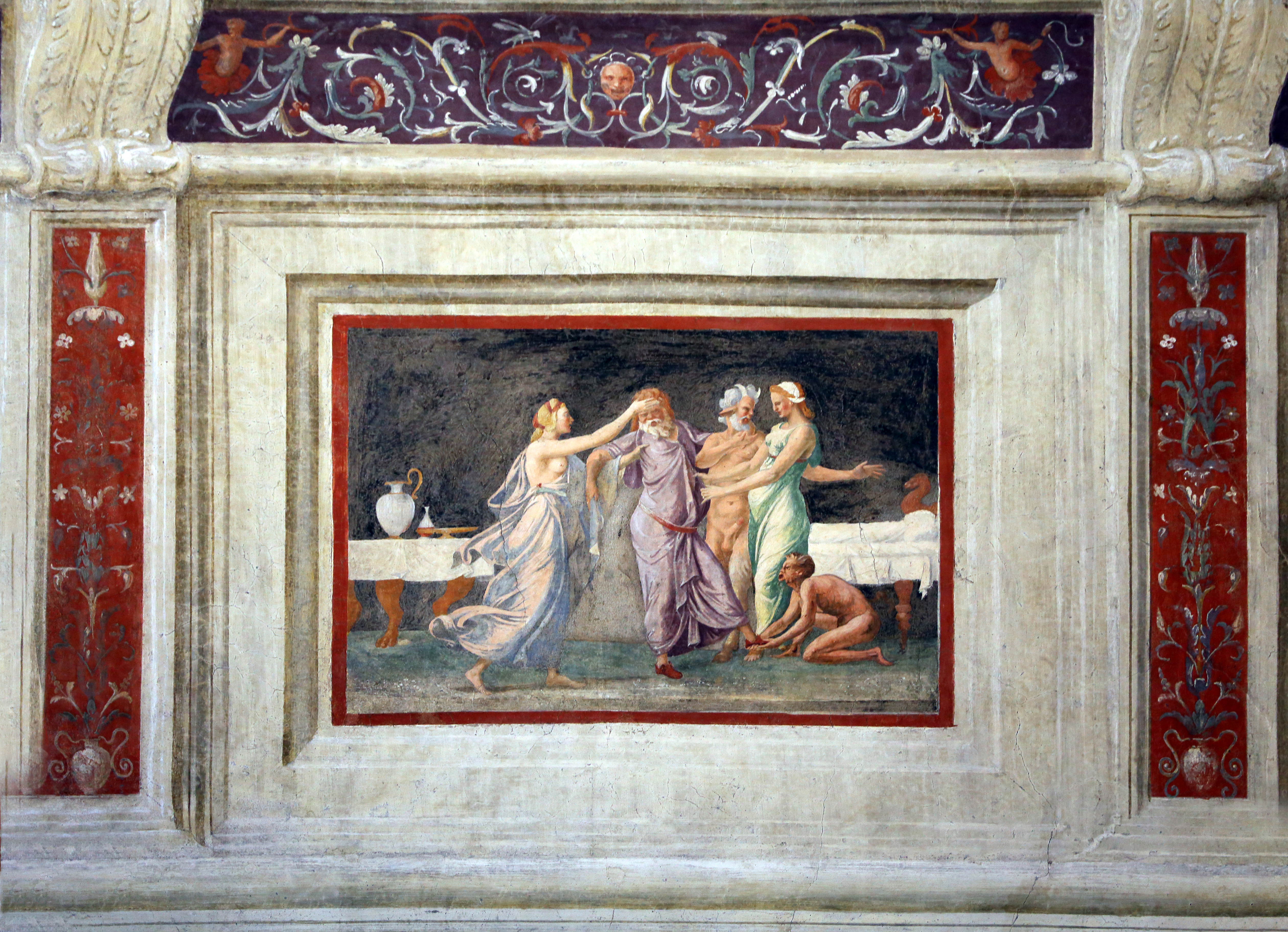
Anselmo Guazzi e Agostino da Mozzanica, Decorazioni del camerino delle metamorfosi di Ovidio, Mantova, Palazzo Te

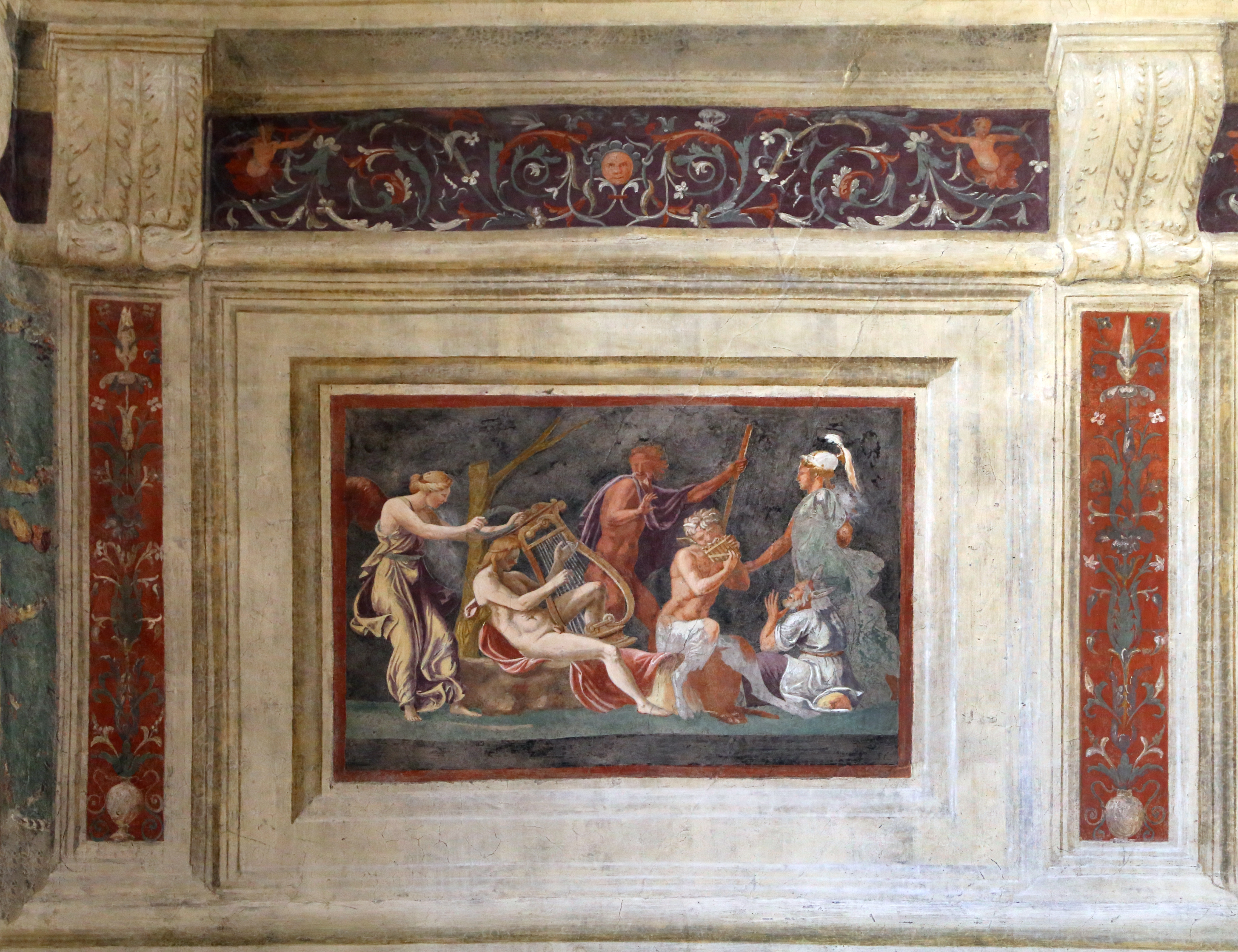
Anselmo Guazzi e Agostino da Mozzanica, Decorazioni del camerino delle metamorfosi di Ovidio, Mantova, Palazzo Te

Anselmo Guazzi (1503 circa – 1553) è stato un pittore italiano.

## Biografia
Maestro Anselmo, di origini mantovane, fu un allievo del pittore Giulio Romano. Collaborò con altri artisti (Rinaldo Mantovano, Agostino da Mozzanica, Andrea Conti e Biagio Conti) nell'affrescare le sale di Palazzo Te a Mantova (Camera del Sole e della Luna, Camera di Ovidio, Camera delle Aquile, Camera dei Venti).
Intorno al 1540, fornì la sua opera nella realizzazione e restauro degli affreschi della chiesa dell'Abbazia di San Benedetto in Polirone a San Benedetto Po assieme a Giulio Romano.
Alla morte di Giulio Romano nel 1546, Guazzi proseguì la sua opera a Mantova dipingendo una tela per la Chiesa di Ognissanti, una per la Chiesa di Sant'Egidio e alcuni affreschi per Palazzo Aldegatti.